# Sana Fakhar
Sana Fakhar (ourdou : ثناء نواز) est une actrice et mannequin pakistanaise, née Sana Nawaz (pendjabi : ਸਨਾ ਨਵਾਜ਼) le 16 juin 1972 à Multan au Pendjab. Elle est créditée sous le nom de Sana.
Elle commence sa carrière de Lollywood en 1997 dans le film Sangam (en) de Syed Noor (en).

## Filmographie
| Titre                      | Année | Rôle     | Réalisateur    | Notes                                          |
| -------------------------- | ----- | -------- | -------------- | ---------------------------------------------- |
| Sangam                     | 1997  |          | Syed Noor      | Premier film                                   |
| Border                     | 2002  |          |                |                                                |
| Yeh Dil Aap Ka Huwa        | 2002  | Sitara   | Javed Sheikh   |                                                |
| Sassi Punno                | 2004  |          | Hassan Askari  |                                                |
| Kyun Tum Say Itna Pyar Hai | 2005  |          | Ajab Gul       |                                                |
| Kaafila                    | 2007  | Palvisha | Amitoj Mann    | film indien                                    |
| Khulay Aasman Ke Neechay   | 2008  |          | Javed Sheikh   |                                                |
| Son of Pakistan            | 2010  |          | Jarrar Rizvi   |                                                |
| Dil Pardesi Ho Gaya        | 2013  | Sana     | Thakur Tapasvi | Film pendjabi avec Inderjit Nikku              |
| Hijrat                     | 2016  |          | Farooq Mengal  | "Item Song Number" uniquement                  |
| Zeher-e-Ishq               | 2016  |          | Khalid Khan    | Film inspiré de l'idéologie de l'amour de Rûmî |
| Ishq Positive              | 2016  |          | Noor Bukhari   | Rôle spécial dans la chanson Vitamin           |
| Raasta                     | 2016  |          | Saqib Siddiqui |                                                |
| Jab Tak Hain Hum           | 2016  |          | Jarrar Rizvi   | [ 4 ]                                          |
| Jackpot                    | 2018  |          | Shoaib Khan    |                                                |
| Tum Hi To Ho               | 2018  |          | Sangeeta       | item song                                      |

## Télévision
| - Jeena Sikha Do Hamein (2012–14), GEO TV - Zindagi Hath Barha, PTV Home - Noor-e-Nazar, PTV Home - Dhokay Baaz, Hum TV (téléfilm) - Shaggo (2013–14), TV One - Dil Awaiz (2014), PTV Network - Sawaab (2015–16), Hum Sitaray - Dr Ejaz Ki Zoja (2016), Hum TV (téléfilm) - Main Mari Nahin Mirza, ARY Digital (téléfilm) - Arry Meri Shadi (2017), ARY Digital (téléfilm) - Alif Allah Aur Insaan (2017), Hum TV - O Rangreza (2017), Hum TV - Seep (2018), TVOne Pakistan - Bay Dardi (2018), ARY Digital | Téléréalité - Madventures - Ary Digital — gagnante - Mazaaq Raat — invitée - Jago Pakistan Jago — invitée - Iftar Mulaqat - Teri Rah Main (2022), ARY Digital |

## Récompenses
Sana remporte deux prix Nigar (en) de la meilleure actrice dans un second rôle en 1997 et 1999, ainsi qu'un Nigar Award de la meilleure actrice en 2002.
En 2007, Sana présente les prix Lux Style (en) avec Shoaib Mansoor (en).